# Nivalter Jesus
Nivalter Santos de Jesus (17 de septiembre de 1987) es un deportista brasileño que compitió en piragüismo en la modalidad de aguas tranquilas. Ganó dos medallas en los Juegos Panamericanos, bronce en 2007 y plata en 2011.

## Palmarés internacional
| Juegos Panamericanos | Juegos Panamericanos    | Juegos Panamericanos | Juegos Panamericanos |
| Año                  | Lugar                   | Medalla              | Competición          |
| -------------------- | ----------------------- | -------------------- | -------------------- |
| 2007                 | Río de Janeiro (Brasil) | Medalla de bronce    | C1 500 m             |
| 2011                 | Guadalajara (México)    | Medalla de plata     | C1 200 m             |